# Küstenlandschaft Priwall
Das Landschaftsschutzgebiet „Küstenlandschaft Priwall“ (zunächst geplant unter der Bezeichnung „Küstenwald Priwall“) in der norddeutschen Stadt Lübeck wurde am 22. April 2022 geschaffen und ist somit das jüngste sowie mit knapp 43 Hektar auch das kleinste Schutzgebiet seines Ranges innerhalb dieser Hansestadt im Südosten Schleswig-Holsteins. Es liegt auf dem Priwall – einem etwa drei Kilometer langen, überdünten Nehrungshaken, der sich in der Mündung des Flusses Trave in die Ostsee aus einer Sandbarre entwickelt hat.

## Zweck
„Das Landschaftsschutzgebiet dient 1) der Erhaltung, der Entwicklung oder der Wiederherstellung der Leistung- und Funktionsfähigkeit des Naturhaushalts einschließlich des Schutzes von Lebensstätten und Lebensräumen bestimmter wildlebender Tier- und Pflanzenarten; 2) der Erhaltung, der Entwicklung oder der Wiederherstellung der Vielfalt, Eigenart und Schönheit der Landschaft; 3) der Erhaltung, der Entwicklung oder der Wiederherstellung einer naturnahen bis natürlichen Küstenlandschaft wegen ihrer besonderen Bedeutung für die Erholung.“

Zusammen mit den benachbarten Naturschutzgebieten „Südlicher Priwall“ (ausgewiesen 1998) und „Küstenlandschaft zwischen Priwall und Barendorf mit Harkenbäkniederung“ (ausgewiesen 1938) bildet das Landschaftsschutzgebiet einen Biotopverbund, der als Kontrapunkt zur zunehmenden touristischen Bebauung und Flächenversiegelung im nördlichen Bereich des Priwalls fungieren soll.

## Geschichte
Ausgangspunkt und Anlass für das Landschaftsschutzgebiet war die Errichtung des Ferienressorts „Priwall Waterfront“ (im Juli 2019 umbenannt in „Beach Bay“) im Nordwesten der Halbinsel. Für dieses kamen erstmals 2006 Ideen auf, im Oktober 2015 erfolgte die Grundsteinlegung, im August 2019 erste Geschäfte und im September 2020 wurde schließlich die Promenade eröffnet.
Bereits im Jahr 2016 brachte die GAL-Bürgerschaftsfraktion (Wählergemeinschaft grün+alternativ+links) einen Antrag dahingehend ein, den nördlichen Priwall unter Schutz zu stellen. Am 6. Februar 2017 beschloss die Bürgerschaft mit den Stimmen von SPD, GAL und Bündnis 90/Die Grünen mehrheitlich, ein 13 Hektar umfassendes Areal als Landschaftsschutzgebiet „Küstenwald Priwall“ auszuweisen. Gegen den Antrag votierten die Abgeordneten von CDU, FDP, den Freien Wählern sowie Die Linke, während sich die Bürger für Lübeck (BfL) enthielten. Geplant war somit zunächst lediglich die Unterschutzstellung eines kleineren als des heutigen Gebietes, das damals nur die bewaldeten Bereiche umfasste. Erst im weiteren Verlauf des Verfahrens wurde die schützenswerte Zone auf den Strandabschnitt erweitert.
Aufgrund des Beschlusses ließ die Untere Naturschutzbehörde daraufhin die Schutzwürdigkeit und den Schutzbedarf des nördlichen Priwalls einschließlich der sogenannten Kohlenhofspitze am Westende des Passat-Hafens prüfen. Das Gutachten kam zu dem Ergebnis, dass die besondere Schutzwürdigkeit für den gesamten Untersuchungsbereich gegeben sei. In den folgenden Jahren nahmen eingehende Abstimmungen und Erörterungen mit Betroffenen und Anwohnern, die Klärung juristischer Fragen, die intensive Prüfung zum Beispiel der exakten Schutzgebietsabgrenzungen, die Kompromissfindung sowie im weiteren Verfahren der Entwurf des Flächenumgriffs und – in Vorbereitung zur Schutzverordnung – die Definition der zulässigen, genehmigungsbedürftigen und verbotenen Handlungen im Schutzgebiet viel Zeit in Anspruch. Unter anderem gründete sich die „Bürgerinitiative Nachhaltigkeit in Travemünde und Priwall“ (BIN) und protestierte im Herbst 2019 erfolgreich gegen die touristische Bebauung der Kohlenhofspitze und für eine planerische Einbeziehung des Gebietes in den Geltungsbereich der Schutzgebietsverordnung. Am 29. Januar 2020 informierte die Untere Naturschutzbehörde in Travemünde über den Stand der Unterschutzstellungsplanungen.
Die vierwöchige Öffentlichkeitsbeteiligung zum Unterschutzstellungsverfahren begann schließlich am 31. Mai 2021 mit der öffentlichen Auslegung des Stadtverordnungsentwurfes über das Landschaftsschutzgebiet, womit das Gebiet als „einstweilig sichergestellt“ galt. Die Bürgerschaft musste die Vorlage anschließend nicht beschließen (dies oblag der Stadt in ihrer Funktion als Unterer Naturschutzbehörde), sondern nahm sie auf ihrer Sitzung im Februar 2022 lediglich zur Kenntnis, woraufhin die Verordnung Bürgermeister Jan Lindenau (SPD) zur Unterschrift vorgelegt wurde. Er signierte die Verordnung schließlich am 22. April 2022, wodurch das Landschaftsschutzgebiet offiziell ausgewiesen wurde.

## Naturräumliche Beschreibung

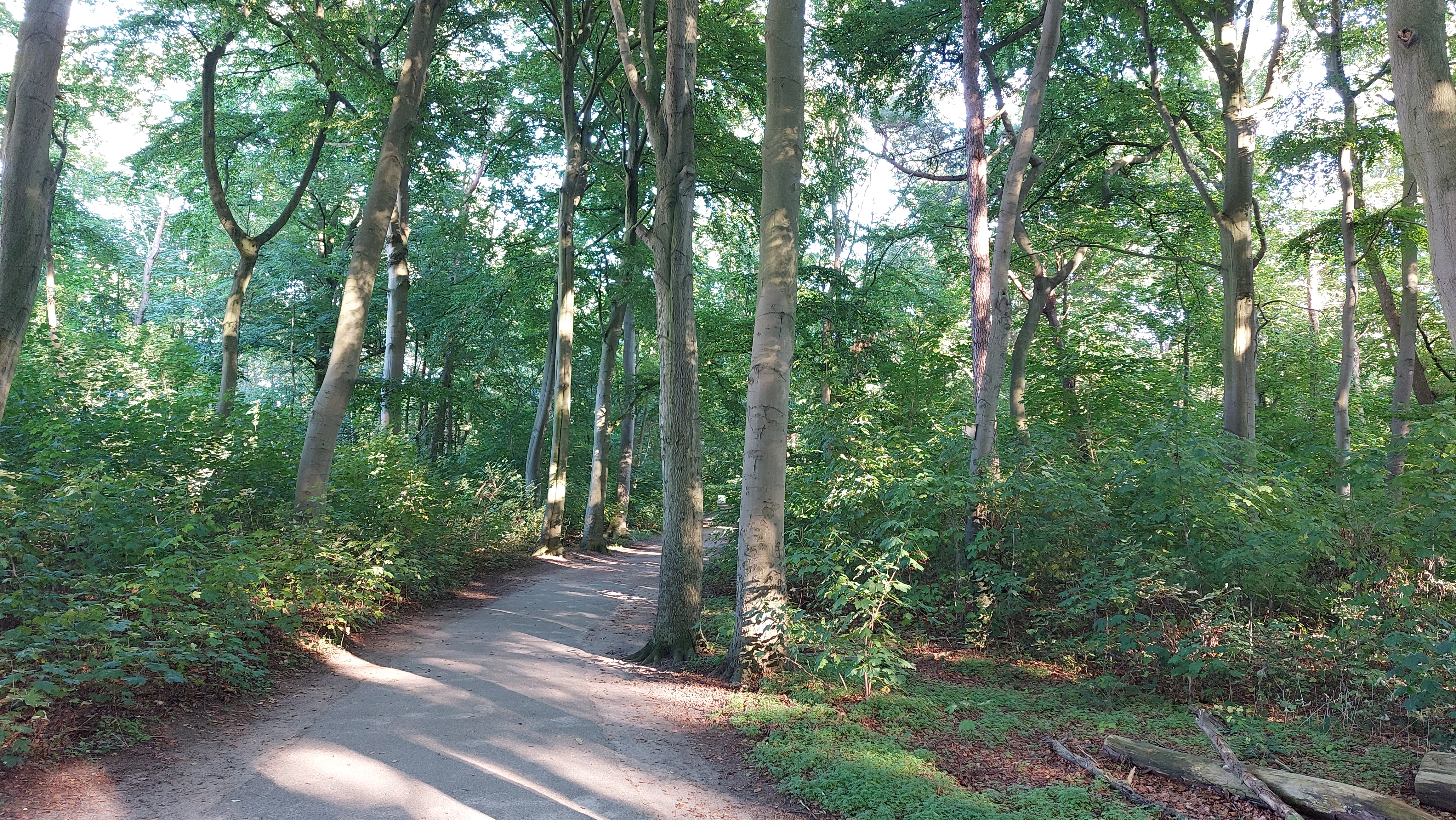
Blick in den bewaldeten Bereich des Landschaftsschutzgebietes. (Foto: September 2023)

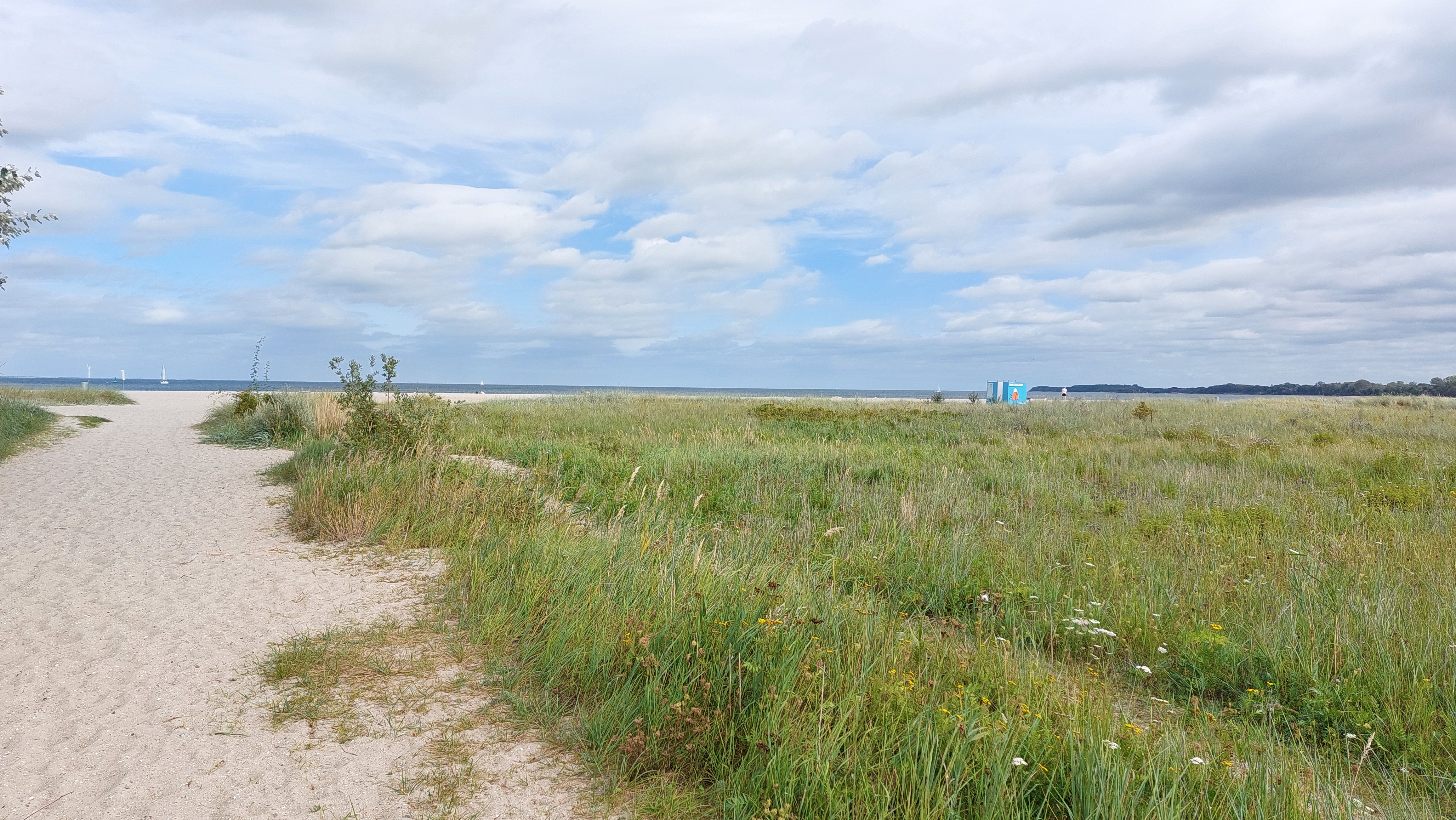
Blick auf den küstennahen Abschnitt des Landschaftsschutzgebietes mit dem Übergangsbereich zwischen Strand, Weiß- und Graudünen. (Foto: September 2023)

Das Landschaftsschutzgebiet erstreckt sich entlang der nördlichen Küste des Priwalls, umschließt das Ferienresort „Beach Bay“ und besteht aus zwei räumlich differenzierten, durch Wohnbebauung voneinander getrennten Bereichen, die durch einen schmalen Korridor verbunden sind: einem südwestlichen bewaldeten Abschnitt und einem Dünengürtel im Nordosten.
Die stete Dynamik zwischen Wasser und Land im Küstenbereich des Priwalls bringt spezielle Biotope hervor, was eine hohe Biodiversität zur Folge hat. In einer überwiegend naturnahen Ausprägung umfasst das Gebiet die gesamte progressive Sukzessionsabfolge einer charakteristischen Küstenlandschaft der schleswig-holsteinischen Ostseeküste: Strand mit Spülsaum und angrenzenden Vordünen, Weiß- und Graudünen mit feuchten Dünentälern, weiter landeinwärts nährstoffärmere Zonen mit Sandtrockenrasen, dann Vorwaldbereiche sowie ein voll entwickelter Küstenwald mit Laub- und Nadelbäumen. Hinsichtlich der Pedologie lassen sich im Landschaftsschutzgebiet die Bodentypen Lockersyrosem, Regosol und Braunerde unterscheiden.

### Flora
In der Weißdünenlandschaft des östlichen Schutzgebietsbereiches ist der Gewöhnliche Strandhafer häufig und die Areale mit Sandtrockenrasen werden geprägt durch Pflanzenarten wie Sand-Segge, Feld-Beifuß, Sand-Lieschgras und Kegelfrüchtiges Leimkraut – die letzten beiden wachsen dort jeweils mit landesweit bedeutsamen Population. In Teilbereichen der landseitigen Dünen deuten Gebüsche des strauchigen Sanddorns, der jedoch deutschlandweit von Absterbeprozessen betroffen ist, die Entwicklung hin zu Wald an. Die westlichen und südlichen Abschnitte des Landschaftsschutzgebietes bestehen dann auch aus einem im 19. Jahrhundert und in der ersten Hälfte des 20. Jahrhunderts gepflanzten Wald, in dem Buchen und Waldkiefern den Baumbestand dominieren. Diese weitentwickelten Dünenwälder sind in Schleswig-Holstein und an der gesamten deutschen Ostseeküste selten. Auf dem Waldboden finden sich unter anderem Buschwindröschen und Aronstab.

### Fauna
Das Schutzgebiet beherbergt eine regional bedeutsame Population des Verkannten Grashüpfers und die Dünenbereiche stellen einen landesweit bedeutenden Lebensraumkomplex für Stechimmen, Laufkäfer, Kreuzkröten und Waldeidechsen dar. Außerdem bieten die Waldbereiche hochwertige Lebensräume für verschiedene Fledermaus- und seltene Singvogelarten – dort überwintern beispielsweise Waldohreulen; ferner kommen der Große Abendsegler, die Rauhautfledermaus, das Braune Langohr, die Breitflügelfledermaus sowie die Zwergfledermaus vor. Hervorzuheben sind auch Nachtigall, Buntspecht, Grünspecht, Kolkrabe, Zwergschnäpper und Neuntöter.